# HK53
Das HK53 ist ein kompaktes Sturmgewehr (Karabiner) von Heckler & Koch im Kaliber 5,56 × 45 mm NATO. Sie ist eine Variante des HK33, das zur Waffenfamilie rund um das HK G3 gehört.

## Technik
Die HK53 ist der MP5 sehr ähnlich, lediglich das Magazin und der Magazinschacht sind wegen des anderen Kalibers größer. Außerdem wurde der Mündungsfeuerdämpfer leicht verändert.

## Verwendung
Aufgrund der Kombination des kompakten Formats mit der hohen Durchschlagskraft von Gewehrmunition wird die Waffe von vielen Spezialeinheiten der Armee und Polizei, wie beispielsweise der Mobile Security Division des Sicherheitsdienstes des US-Außenministeriums, eingesetzt.

## Varianten
Momentan gibt es nur wenige Versionen der HK53. Die aktuelle Version ist die HK53A3.
- HK53A2 – starre Schulterstütze, Feuerarten: Einzelfeuer, 3-Schuss Feuerstoß, Dauerfeuer, neues Griffstück mit Patronenpiktogrammen.
- HK53A3 – einschiebbare Schulterstütze, Feuerarten: Einzelfeuer, 3-Schuss Feuerstoß, Dauerfeuer, neues Griffstück mit Patronenpiktogrammen.